# Hydractinia kaffaria
Hydractinia kaffaria är en nässeldjursart som beskrevs av Wilfrid Arthur Millard 1955. Hydractinia kaffaria ingår i släktet Hydractinia och familjen Hydractiniidae. Inga underarter finns listade i Catalogue of Life.